# غاري ريتشاردز (لاعب كرة قدم)
غاري ريتشاردز (بالإنجليزية: Garry Richards)‏ (11 يونيو 1986 في المملكة المتحدة - ) هو لاعب كرة قدم بريطاني في مركز الدفاع. لعب مع إبسفليت يونايتد وكولتشستر يونايتد ونادي برينتفورد ونادي ساوثيند يونايتد ونادي غيلينغهام ونادي لوتون تاون.

## وصلات خارجية
- غاري ريتشاردز على موقع قاعدة بيانات كرة القدم.إي يو (الإنجليزية)
- غاري ريتشاردز على موقع Soccerbase.com (لاعب) (الإنجليزية)